# Szabó Antal (labdarúgó)
Szabó Antal, született Steinbach Antal (Soroksár, 1910. szeptember 4. – Nürtingen, NSZK, 1972. április 18.) világbajnoki ezüstérmes magyar labdarúgó. A harmincas évek egyik meghatározó magyar kapusa. Biztos labdafogás, kitűnő reflexek és ruganyosság jellemezték játékát, amelybe egy kis bolondság is vegyült néha. Így kapta a Bohóc becenevet. 1956-ban elhagyta az országot.

## Pályafutása

### Klubcsapatban
1930. decemberében került Soroksárról az MTK-hoz. Másfél év múlva már a válogatottban is bemutatkozott. A kék-fehérekkel kétszer lett bajnok és egyszer kupagyőztes. 1940-ben Csepelre szerződött a Weisz Manfréd FC-hez. Visszavonulásáig játszott még a Lampartban, a Szentlörinci AC-ban és a Csepeli MTK-ban.

### A válogatottban
1932 és 1939 között 42 alkalommal szerepelt a válogatottban és 93 gólt kapott. Második válogatott mérkőzésén Ausztria ellen nyolc gólt kapott és emiatt egy ideig pihentették. 1934-es labdarúgó-világbajnokságon kettő, az 1938-as labdarúgó-világbajnokságon három mérkőzésen védett.

## Sikerei, díjai
- Világbajnokság
  - 2.: 1938-as labdarúgó-világbajnokság, Franciaország
- Magyar bajnokság
  - bajnok: 1935–36, 1936–37
- Magyar kupa
  - győztes: 1932

## Statisztika

### Mérkőzései a válogatottban
| Magyarország | Magyarország         | Magyarország                       | Magyarország  | Magyarország | Magyarország  | Magyarország    | Magyarország | Magyarország |
| #            | Dátum                | Helyszín                           | Hazai         | Eredmény     | Vendég        | Kiírás          | Gólok        | Esemény      |
| ------------ | -------------------- | ---------------------------------- | ------------- | ------------ | ------------- | --------------- | ------------ | ------------ |
| 1.           | 1932. március 20.    | Prága, Sparta-pálya                | Csehszlovákia | 1 – 3        | Magyarország  | barátságos      | -            |              |
| 2.           | 1932. április 24.    | Bécs, Hohe Warte                   | Ausztria      | 8 – 2        | Magyarország  | barátságos      | -            |              |
| 3.           | 1932. november 27.   | Milánó, San Siro Stadion           | Olaszország   | 4 – 2        | Magyarország  | barátságos      | -            |              |
| 4.           | 1933. január 29.     | Lisszabon                          | Portugália    | 1 – 0        | Magyarország  | barátságos      | -            |              |
| 5.           | 1933. március 5.     | Amszterdam                         | Hollandia     | 1 – 2        | Magyarország  | barátságos      | -            |              |
| 6.           | 1933. március 19.    | Budapest, Hungária körúti pálya    | Magyarország  | 2 – 0        | Csehszlovákia | barátságos      | -            |              |
| 7.           | 1933. április 30.    | Budapest, Üllői úti pálya          | Magyarország  | 1 – 1        | Ausztria      | barátságos      | -            |              |
| 8.           | 1933. július 2.      | Stockholm                          | Svédország    | 5 – 2        | Magyarország  | barátságos      | -            |              |
| 9.           | 1934. március 25.    | Szófia                             | Bulgária      | 1 – 4        | Magyarország  | vb-selejtező    | -            | 71'          |
| 10.          | 1934. április 29.    | Budapest, Hungária körúti pálya    | Magyarország  | 4 – 1        | Bulgária      | vb-selejtező    | -            | 63'          |
| 11.          | 1934. május 27.      | Nápoly (ITA)                       | Magyarország  | 4 – 2        | Egyiptom      | vb-nyolcaddöntő | -            |              |
| 12.          | 1934. május 31.      | Bologna (ITA)                      | Ausztria      | 2 – 1        | Magyarország  | vb-negyeddöntő  | -            |              |
| 13.          | 1934. december 9.    | Milánó, San Siro Stadion           | Olaszország   | 4 – 2        | Magyarország  | barátságos      | -            |              |
| 14.          | 1934. december 16.   | Dublin, Dalymount Park             | Írország      | 2 – 4        | Magyarország  | barátságos      | -            | 64'          |
| 15.          | 1935. szeptember 22. | Budapest, Hungária körúti pálya    | Magyarország  | 1 – 0        | Csehszlovákia | Európa-kupa     | -            |              |
| 16.          | 1935. október 6.     | Bécs                               | Ausztria      | 4 – 4        | Magyarország  | Európa-kupa     | -            |              |
| 17.          | 1935. november 10.   | Budapest, Üllői úti pálya          | Magyarország  | 6 – 1        | Svájc         | barátságos      | -            |              |
| 18.          | 1935. november 24.   | Milánó                             | Olaszország   | 2 – 2        | Magyarország  | Európa-kupa     | -            |              |
| 19.          | 1936. március 15.    | Budapest, Hungária körúti pálya    | Magyarország  | 3 – 2        | Németország   | barátságos      | -            |              |
| 20.          | 1936. április 5.     | Bécs, Hohe Warte                   | Ausztria      | 3 – 5        | Magyarország  | barátságos      | -            |              |
| 21.          | 1936. május 3.       | Budapest, Hungária körúti pálya    | Magyarország  | 3 – 3        | Írország      | barátságos      | -            | 69'          |
| 22.          | 1936. május 31.      | Budapest, Hungária körúti pálya    | Magyarország  | 1 – 2        | Olaszország   | barátságos      | -            |              |
| 23.          | 1936. szeptember 27. | Budapest, Üllői úti pálya          | Magyarország  | 5 – 3        | Ausztria      | Európa-kupa     | -            |              |
| 24.          | 1936. december 2.    | London                             | Anglia        | 6 – 2        | Magyarország  | barátságos      | -            |              |
| 25.          | 1936. december 6.    | Dublin                             | Írország      | 2 – 3        | Magyarország  | barátságos      | -            | 66'          |
| 26.          | 1937. április 11.    | Bázel                              | Svájc         | 1 – 5        | Magyarország  | Európa-kupa     | -            |              |
| 27.          | 1937. április 25.    | Torino, Benito Mussolini Stadion   | Olaszország   | 2 – 0        | Magyarország  | Európa-kupa     | -            |              |
| 28.          | 1937. május 9.       | Budapest, Hungária körúti pálya    | Magyarország  | 1 – 1        | Jugoszlávia   | barátságos      | -            |              |
| 29.          | 1937. május 23.      | Budapest, Üllői úti pálya          | Magyarország  | 2 – 2        | Ausztria      | barátságos      | -            |              |
| 30.          | 1937. október 10.    | Bécs, Práter-stadion               | Ausztria      | 1 – 2        | Magyarország  | Európa-kupa     | -            |              |
| 31.          | 1937. november 14.   | Budapest, Üllői úti pálya          | Magyarország  | 2 – 0        | Svájc         | Európa-kupa     | -            |              |
| 32.          | 1938. január 9.      | Lisszabon                          | Portugália    | 4 – 0        | Magyarország  | barátságos      | -            |              |
| 33.          | 1938. június 12.     | Lille, Stade Victor Boucquey (FRA) | Svájc         | 0 – 2        | Magyarország  | vb-negyeddöntő  | -            |              |
| 34.          | 1938. június 16.     | Párizs, Parc des Princes (FRA)     | Magyarország  | 5 – 1        | Svédország    | vb-elődöntő     | -            |              |
| 35.          | 1938. június 19.     | Párizs, Olimpia stadion (FRA)      | Magyarország  | 2 – 4        | Olaszország   | vb-döntő        | -            |              |
| 36.          | 1938. december 7.    | Glasgow, Ibrox Park                | Skócia        | 3 – 1        | Magyarország  | barátságos      | -            |              |
| 37.          | 1939. február 26.    | Rotterdam, Feijenoord Stadion      | Hollandia     | 3 – 2        | Magyarország  | barátságos      | -            |              |
| 38.          | 1939. március 16.    | Párizs, Parc des Princes           | Franciaország | 2 – 2        | Magyarország  | barátságos      | -            |              |
| 39.          | 1939. március 19.    | Cork                               | Írország      | 2 – 2        | Magyarország  | barátságos      | -            |              |
| 40.          | 1939. április 2.     | Zürich, Hardturm-stadion           | Svájc         | 3 – 1        | Magyarország  | barátságos      | -            |              |
| 41.          | 1939. május 18.      | Budapest, Hungária körúti pálya    | Magyarország  | 2 – 2        | Írország      | barátságos      | -            |              |
| 42.          | 1939. június 8.      | Budapest, Üllői úti pálya          | Magyarország  | 1 – 3        | Olaszország   | barátságos      | -            |              |
|              | Összesen             |                                    |               | 42           | mérkőzés      |                 | 0            | gól          |